# Рахмонберді Мадазімов
Рахмонберді Мадазімов (рос. Рахмонберди Мадазимов) — засновник і організатор театрального руху у Киргизстані, засновник і перший художній керівник театру імені Бобура міста Ош.

## Життєпис
Мірза Рахмонберді хаджі син Мухаммадазима аълам (Мадазімов) народився в 1875 році в місті Узген. Він, як і його батько Мухаммадазім, був авторитетним муллою, які вчинили паломництво Мекку; він молитвами лікував навіть безнадійних тяжкохворих. Мірзо Рахмонберді хаджі мав великий авторитет, навіть проїжджали повз нього вершники на конях, побачивши його здалека спускалися з коня і схиляли перед ним голову. Рахмонберді хаджі Мадазімов був письменником, в 1914-1915 роках в друкарні при канцелярії генерал-губернатора Туркестанського краю в місті Ташкенті були видані його дві книги «Ўшнінг тавсіфі» («Характеристика Оша»), «Ісмлар імлосі» («Словник імен»).
У 1914 році під керівництвом Рахмонберді Мадазімова разом з учителем російсько-тубільної школи міста Ош Балтиходжой Султановим був заснований театральний гурток.
У 1918 році під керівництвом Рахмонберді Мадазімова разом з іншими освіченими діячами і вчителями Ошської повіту Бекназаров Назаровим, Іброхімом Мусабоевим, Журахоном Зайнобіддіновим, Назірханом Камоловим, А.Саідовим, А.Ешонхоновим, Абдукодіром Ісхоковим, Ісроілжоном Ісмоіловим, Жаліл Собітовим вперше в Киргизстані був заснований самодіяльний театральний гурток на базі концертної бригади при Реввоєнраді Туркестанського фронту з місцевих мусульманських акторів. Художній керівник театральної трупи Рахмонберді Мадазімов був першим засновником і організатором театрального руху ў Киргизстане. У 1919 році гурток сформувався в драматичну трупу. Ця трупа послужила не тільки розвитку театрального мистецтва, але і розвитку професійного музичного мистецтва на півдні Киргизії. Так як в репертуарі трупи, крім театральних постановок ставилися численні концертні програми, також здійснювалася обробка народних мелодій для музичного супроводу вистав, що стало особливим етапом на шляху становлення музикантів-професіоналів. Надалі ця трупа стала основою для створення Ошської Державного академічного узбецького музично-драматичного театру імені Бабура. Узбецький театр в місті Ош є другим найстарішим професійним театром в Центральній Азії, після Узбецького національного академічного драматичного театру імені Хамзи в місті Ташкент (заснованого в 1913-27 лютого 1914 років).
Рахмонберді Мадазімов в складі театру побував у всіх районах Ошської повіту, де ставив спектаклі і боровся з басмачеством зброєю мистецтва і культури. Ставлячи спектаклі в районах, знав, де були розміщені басмачі і місця зберігання їх зброї. Він спільно зі своїм родичем, засновником і першим начальником міліції міста Ош Балтиходжой Султановим активно брав участь в знешкодженні басмацтва. На своєму возі він разом з реквізитом театру непомітно ховаючи перевозив зброю червоних через райони, де орудували банди басмачів і таким чином забезпечував Червону армію зброєю і боєприпасами.
Поставлена драматичної трупою п'єса Маннон Уйгура «Лекарь з Туркестану» свого часу викликало різке невдоволення реакційних релігійних діячів. Так як в той час в складі трупи не було жінок актрис, то роль жінок чудово виконував Журахон Зайнобіддінов. Під час Громадянської війни прилеглі до Ошу райони перетворилися на поле боїв. За пропозицією начальника міліції міста Ош Балтиходжи Султанова трупа стала учасником цього фронту і агітатором партії більшовиків. Трупа ставила спектаклі і концерти в селах Ошської повіту, на базарах, площах та інших місцях, де збиралося багато народу, показувала недобрі наміри басмачів. Освічені революційні діячі Балтиходжа Султанов і Фазилбек Касимбеков допомагали встати на ноги молодому колективу театральної трупи. Свекор Султанова перший засновник і художній керівник Ошської узбецького театру Рахмонберді Мадазімов розповідав: курбаші Мадамінбек розбишакував близько Андижана, нападав на жителів. Начальник міліції міста Ош Балтиходжа Султанов і Ошської гарнізон хотіли допомогти з забезпеченням зброї Андижанском військовому гарнізону. Але як доставити туди зброю? Цю проблему вирішили артисти театру. Прикрасили карету, розклали зброю, зверху поклали ковдри і тушакі. Артист Рахмонберді Мадазімов наклав грим і став великим «ішаном» -релігійний проповідником. Ще два актора стали його «муріди»-учень. Поставили біля себе священну книгу Коран, читаючи його рушили далі. Коли карета під'їхала до Ходжаабад почулася стрілянина. Десятки басмачів оточили карету. Тоді візник зробив рукою знак «тихо» басмачам і відкрив завісу. Басмачі побачили «ішана» і його «учнів» вклонилися. Потім з почестями довезли їх до Андижана. Для забезпечення зброєю такі «постановки» трупи повторювалися неодноразово.
Відповідно до постанови Ради народних комісарів, в 1929 році театр почав свою діяльність на професійній основі і починаючи з цього часу почав ставити на сцені великі п'єси, які відображали злободенні питання того часу. Постановка на сцені музичної драми Каміла Яшина і Музаффара Мухамедова «Гулсара» стало великою подією. У 1929-1931 роки в театрі були поставлені п'єси К.Яшіна «Лолахон», «Ажи-ажі». Ці твори відіграли велику роль в розкритті чорних задумів ідейних супротивників. Вистава «Лолахон» багато разів ставилося для трудящих Оша, Аравана, Узгена, Кара-Суу, Ноокат, Ходжаабад. Реакційні елементи організували ряд нападів на театральних працівників. Були підготовлені найманці, які повинні були спіймати і виколоти очі Рахмонберді Мадазімову, Розіяхон Мумінова, Тожіхон Хасанова, Урінбою Рахмонову. Для безпеки артистів до них були приставлені збройні охоронці.
Незважаючи на організаційні труднощі, театр розширював свій репертуар за рахунок нових, ідейних і високохудожніх творів. У цьому театру надавали велику практичну допомогу народний артист СРСР Рахім Пірмухамедов, народні артисти Узбекистану Хікмат Латіпов і Кудрат Ходжаєв. На сцені Ошської театру були поставлені п'єси «Два комуніста», «Друзі», «Алішер Навої» та інші твори.
Заслуги Рахмонберді Мадазімова як організатора і засновника театрального руху ў Киргизстане і першого засновника і організатора театральної трупи написані на сторінці 110 Енциклопедії Ошської області видана Академією наук Киргизької РСР в 1987 році, в цій же Енциклопедії на стор. 110 розміщена фотографія його сина Журахона. У 5 томі Національної Енциклопедії «Киргизстан» виданого Центром Державного мови і енциклопедії, Бішкек 2014 році і в книзі Абдугані Абдугафурова «Ошський академічний театр» видана в лютому 2010 року присвячена 90-річному ювілею Ошської узбецького драматичного театру імені Бабура відображені заслуги Рахмонберді Мадазімова в організації і діяльності Ошської театру.
Засновник Ошської узбецького драматичного театру Рахмонберді хаджі Мадазімов в зв'язку з виїздом до міста Узген в 1932 році пішов з театру і помер в кінці травня 1933 року в місті Узгене.
Двоє синів Рахмонберді Мадазімова гідно продовжили справу свого батька служінню мистецтву і культури багато років працювали на сцені театру імені Бабура міста Ош. Урінбой та Журахон Рахмонови були одними із засновників музично-драматичного театру імені Бобура міста Ош і зробили великий внесок у розвиток мистецтва і культури Киргизії, виховали багато молодих акторів. Їх великий внесок і праця були високо оцінені керівництвом Киргизької РСР і вони були нагороджені орденами, численними медалями, почесними грамотами.

## Робота втеатрі
- 1919 рік — М.Бехбудій «Падаркуш», Маннон Уйгур «Лекарь з Туркестану».
- 1920 рік — Хамза «Отруєна життя».
- 1921 — Гулом Зафарій «Сирота».
- 1922 — Хамза «Покарання наклепників».
- 1923 рік — Коміл Яшин «Лолахон».
- 1924 — Махмуд Рахмон «Рапорт з півдня».
- 1925 рік — К.Яшін і М.Музаффаров «Гулсара».
- 1926 — К.Яшін «Два комуніста».
- 1927 рік — К.Яшін «Друзі».
- 1928 рік — К.Яшін «Всередині».
- 1929 — Гулом Зафарі «Халіма», К.Яшін «Ажи-ажі».
- 1930 — Умаржон Ісмоїлі «Історії на бавовняному полі».
- 1931 — Н. В. Гоголь «Одруження».
- 1932 рік — Маннон Уйгур «Перекладач».

Крім того, він брав участь у численних концертних програмах.

## Сім'я
Батько — Ібні Мухаммада'зім а'лам (помер в 1876 році), релігійний діяч. Мати — Бібі Соліха (1850-1922), уродженка міста Уратепа. Дружина — Бібіхон (1884-1922), уродженка міста Уратепа. Діти — Назокатхон (1902-1934), Хожінісо (1907-1932), Урінбой (1910-1980), Назірхон (1912-1917), Журахон (1917-1977).

## Написані книги
1. «Ўшнінг тавсіфі» (Характеристика Оша), 1914 рік, друкарня при канцелярії генерал-губернатора Туркестанського краю, місто Ташкент.
2. «Ісмлар імлосі» (Словник імен), 1915 рік, друкарня при канцелярії генерал-губернатора Туркестанського краю, місто Ташкент.